# Exoprosopa noctula
Exoprosopa noctula är en tvåvingeart som först beskrevs av Christian Rudolph Wilhelm Wiedemann 1830.  Exoprosopa noctula ingår i släktet Exoprosopa och familjen svävflugor. Inga underarter finns listade i Catalogue of Life.